# Otten Innovation Cup 2023
De Otten Innovation Cup 2023 is de 73e editie van de Otten Cup. Het toernooi vond plaats op 18, 19 en 20 augustus 2023 op PSV Campus De Herdgang. Het toernooi wordt georganiseerd door PSV in samenwerking met KNVB en Red Bull. Het toernooi werd voor het eerst georganiseerd sinds de editie van 2019.
Voor deze editie waren er een aantal innovatieve regels ingesteld om uit te proberen zoals effectieve speeltijd, doorwisselen, indribbelen en zelfpass. Door de invoering van effectieve speeltijd werden wedstrijd 2 keer 25 minuten zonder extra speeltijd.
Daarnaast moeten spelers later geboren zijn dat 1 januari 2005, met uitzondering van 4 spelers.

## Deelnemende teams
| Poule A             | Poule B                |
| ------------------- | ---------------------- |
| FC Utrecht          | FC Kopenhagen          |
| Red Bull Bragantino | PSV                    |
| Rangers FC          | Manchester United FC   |
| RSC Anderlecht      | Jeonbuk Hyundai Motors |

## Wedstrijden

### Poule A
Red Bull Bragantino -  FC Utrecht | 18 augustus 2023 15.00 | Hoofdveld | 2-0 (0-0)
Doelpunten:
1-0 Riquelme Reis de Almeida de Jesus dos Santos (2H)
2-0 Filipe Gabriol Rios Rodrigues (2H)
ref:
 Rangers FC -  RSC Anderlecht | 18 augustus 2023 15.00 | Veld 1 | 0-4 (0-0)
Doelpunten:
0-1 Steve Emmanuel Likebeli Nguikinde (2H)
0-2 Sylla Gassimou (2H)
0-3 Luka Vereecken (2H)
0-4 Nassim Azaouzi (2H)
ref:
 RSC Anderlecht -  Red Bull Bragantino | 19 augustus 2023 10.00 | Hoofdveld | 1-2 (1-2)
Doelpunten:
1-0 Nassim Azaouzi (12')
1-1 Yuri Silva Leles de Souza (23')
1-2 Yuri Silva Leles de Souza (25')
 FC Utrecht -  Rangers FC | 19 augustus 2023 10.00 | Veld 1 | 3-1 (2-0)
Doelpunten:
1-0 Massien Ghaddari (1H)
2-0 Nissi Lombaye (1H)
3-0 Massien Ghaddari (26')
3-1 Kristian Webster (2H)
 Red Bull Bragantino -  Rangers FC | 19 augustus 2023 14.00 | Hoofdveld | 6-1 (1-0)
Doelpunten:
1-0 André Ricardo Gomes da Silva (11')
2-0 Heytor Victorino Alvarenga (26')
2-1 Archie Stevens (27')
3-1 Yuri Silva Leles de Souza (29')
4-1 Kevyn Henrique Monteiro de Souza (34')
5-1 Pedro Henrique Ouriques Pereira (36')
6-1 Gabriel da Silva Abdias (50')
 FC Utrecht -  RSC Anderlecht | 19 augustus 2023 14.00 | Veld 1 | 0-3 (0-3)
Doelpunten:
0-1 Nassim Azaouzi (1H)
0-2 Devon Decorte (1H)
0-3 Nassim Azaouzi (1H)

Eindstand
| # | Team                | Ges | W | G | V | P | DV | DT | DS  |
| - | ------------------- | --- | - | - | - | - | -- | -- | --- |
| 1 | Red Bull Bragantino | 3   | 3 | 0 | 0 | 9 | 10 | 2  | 8   |
| 2 | RSC Anderlecht      | 3   | 2 | 0 | 1 | 6 | 8  | 2  | 6   |
| 3 | FC Utrecht          | 3   | 1 | 0 | 2 | 3 | 3  | 6  | -3  |
| 4 | Rangers FC          | 3   | 0 | 0 | 3 | 0 | 2  | 13 | -11 |

### Poule B
PSV -  Manchester United FC | 18 Augustus 2023 17.00 | Hoofdveld | 2-1 (1-1)
Doelpunten:
0-1 Ethan Wheatley (14')
1-1 Elvic Jager (23')
2-1 Robin van Duiven (45')
ref:
 Jeonbuk Hyundai Motors -  FC Kopenhagen | 18 augustus 2023 17.00 | Veld 1 | 1-2 (1-1)
Doelpunten:
0-1 Thomas Jorgensen (1H)
1-1 Junho Lee (1H)
1-2 Amin Chiaka (2H)
ref:
 FC Kopenhagen -  PSV | 19 augustus 2023 12.00 | Hoofdveld | 2-2 (0-1)
Doelpunten:
0-1 Tai Abed (9') Penalty
1-1 Neo Jönsson (2H)
1-2 Emir Bars (2H)
2-2 Amin Chiakha (2H)
 Manchester United FC -  Jeonbuk Hyundai Motors | 19 augustus 2023 12.00 | Veld 1 | 3-2 (0-0)
Doelpunten:
1-0 Ethan Wheatley (2H)
1-1 Chaejun Park (2H)
1-2 Seokjin Han (2H)
2-2 Ethan Wheatley (2H)
3-2 Ethan Wheatley (2H)
 PSV -  Jeonbuk Hyundai Motors | 19 augustus 2023 16.00 | Hoofdveld | 1-1 (0-1)
Doelpunten:
0-1 Youngsuk Kang (1H)
1-1 Sven van der Plas (2H)
 Manchester United FC -  FC Kopenhagen | 19 augustus 2023 16.00 | Veld 1 | 1-3 (0-2)
Doelpunten:
0-1 Amin Chiakha (1H) Penalty
0-2 Nicolai Blicher (1H)
0-3 Julius Emefile (2H)
1-3 Reece Munro (2H)
Eindstand
| # | Team                   | Ges | W | G | V | P | DV | DT | DS |
| - | ---------------------- | --- | - | - | - | - | -- | -- | -- |
| 1 | FC Kopenhagen          | 3   | 2 | 1 | 0 | 7 | 7  | 4  | 3  |
| 2 | PSV                    | 3   | 1 | 2 | 0 | 5 | 5  | 4  | 1  |
| 3 | Manchester United FC   | 3   | 1 | 0 | 2 | 3 | 5  | 7  | -2 |
| 4 | Jeonbuk Hyundai Motors | 3   | 0 | 1 | 2 | 1 | 4  | 6  | -2 |

### Halve finales en finales
|  | Halve finales | Halve finales       | Halve finales |   |     | Finale         | Finale | Finale |
|  |               |                     |               |   |     |                |        |        |
|  | A2            | RSC Anderlecht      | 2             |   |     |                |        |        |
|  | B1            | FC Kopenhagen       | 2             |   |     |                |        |        |
|  | B1            | FC Kopenhagen       | 2             |   | A2  | RSC Anderlecht | 0      |        |
|  |               |                     |               |   | A2  | RSC Anderlecht | 0      |        |
|  |               | B2                  | PSV           | 1 |     |                |        |        |
|  | B2            | B2                  | PSV           | 1 | PSV | 2              |        |        |
|  | B2            |                     |               |   | PSV | 2              |        |        |
|  | A1            | Red Bull Bragantino | 2             |   |     |                |        |        |

Halve Finale 1
 RSC Anderlecht -  FC Kopenhagen | 20 augustus 2023 10.00 | Veld 1 | 2-2 (0-2), 6-5 ns
Doelpunten:
0-1 Neo Jönsson (1H)
0-2 Amin Chiakha (1H)
1-2 Nassim Azaouzi (2H)
2-2 Adrien Tilano Herron (2H)
Halve finale 2
 PSV -  Red Bull Bragantino | 20 augustus 2023 10.00 | Hoofdveld | 2-2 (1-0), 5-4 ns
Doelpunten:
1-0 Emir Bars (1H)
1-1 Pedro Henrique Ouriques Pereira (2H)
1-2 Yuri Silva Leles de Souza (2H)
2-2 Jesper Uneken (2H)
Penalties: (PSV starts)
| PSV             | RBB               |
| --------------- | ----------------- |
| 1-0 Van Duiven  | 1-1 Silva         |
| Miss Uneken     | 1-2 Rondrigues    |
| 2-2 Van de Riet | 2-3 Ribeiro       |
| 3-3 Bars        | Miss Silva Abdias |
| 4-3 Kuhn        | 4-4 Da Silva      |
| 5-4 Abed        | Miss De Souza     |

ref:
Finale
 RSC Anderlecht -  PSV | 20 augustus 2023 15.30 | Hoofdveld | 0-1 (0-0)
Doelpunten:
0-1 Tai Abed (2H)
Troostfinale
 FC Kopenhagen -  Red Bull Bragantino | 20 augustus 2023 14.00 | Hoofdveld | 1-0 (0-0)
Doelpunten:
1-0 Amin Chiakha (2H)
Finale 5e/6e plaats
 FC Utrecht -  Manchester United FC | 20 augustus 2023 12.00 | Hoofdveld | 1-1 (1-1), 4-2 ns
Doelpunten:
1-0 Gustav Arcos Sundqvist (1H)
1-1 Ethan Wheatley (1H) Penalty
Penalties: (Utrecht starts)
| UTR                     | MNU                |
| ----------------------- | ------------------ |
| Miss Fabian Troost      | 0-1 Jack Moorhouse |
| 1-1 ?                   | 1-2 ?              |
| 2-2 Torben Bos          | Miss ?             |
| 3-2 Kelechi Idegwu      | Miss ?             |
| 4-2 Ty-Shaun van Gönter |                    |

Finale 7e/8e plaats
 Rangers FC -  Jeonbuk Hyundai Motors| 20 augustus 2023 12.00 | Veld 1 | 1-4 (0-1)
Doelpunten:
0-1 Changhun Kim (1H)
0-1 Junho Lee (1H) Penalty miss
0-2 Kyudong Lee (2H)
0-3 Seokjin Han (2H)
1-3 Archie Stevens (2H)
1-4 Changhun Kim (2H)

### Individuele prijzen
| Best goalkeeper | Best goalkeeper | Best defender                  | Best defender       | Best midfielder | Best midfielder | Best attacker | Best attacker |
| --------------- | --------------- | ------------------------------ | ------------------- | --------------- | --------------- | ------------- | ------------- |
| Oscar Buur      | FC Kopenhagen   | Alexandre César Santos Ribeiro | Red Bull Bragantino | Devon Decorte   | RSC Anderlecht  | Emir Bars     | PSV           |

ref: